# 錦葵溝基葉蚤
錦葵溝基葉蚤（学名：Sinocrepis obscurofasciata）为金花蟲科溝基葉蚤屬下的一个种。